# Рохан Марлі
Рохан Ентоні Марлі (англ. Rohan Anthony Marley, 19 травня 1972, Кінгстон, Ямайка) — ямайський підприємець і колишній гравець університетського футболу та Канадської футбольної ліги. Cин реггі виконавця Боба Марлі та батьком моделі Сели Марлі, реггі-виконавця YG Marley та колишнього футболіста НФЛ Ніко Марлі. Народився від 16-річної Джанет Хант під час шлюбу свого батька зі співачкою Рітою Марлі, і постійно жив з нею з чотирьох років до переїзду до матері Марлі після смерті його батька від раку в Маямі в 1981 році.

## Раннє життя та карєра
Марлі народився в Кінгстоні, Ямайка, 19 травня 1972 року. Відвідував старшу середню школу Маямі Палметто в Пайнкресті, штат Флорида, яку закінчив у 1991 році. Потім навчався в Школі бізнесу Університету Маямі в Корал-Гейблз, штат Флорида, де грав у футбольній команді Університету Маямі. У сезоні 1993 року Марлі очолював захист «Харрікейнз», виконавши 95 підборів.